# Hans Liska
Hans Liska (* 19. November 1907 in Wien; † 26. Dezember 1983 in Wertheim, bestattet in Scheßlitz bei Bamberg) war ein österreichischer Zeichner, Maler, Gebrauchsgrafiker und Illustrator.

## Leben

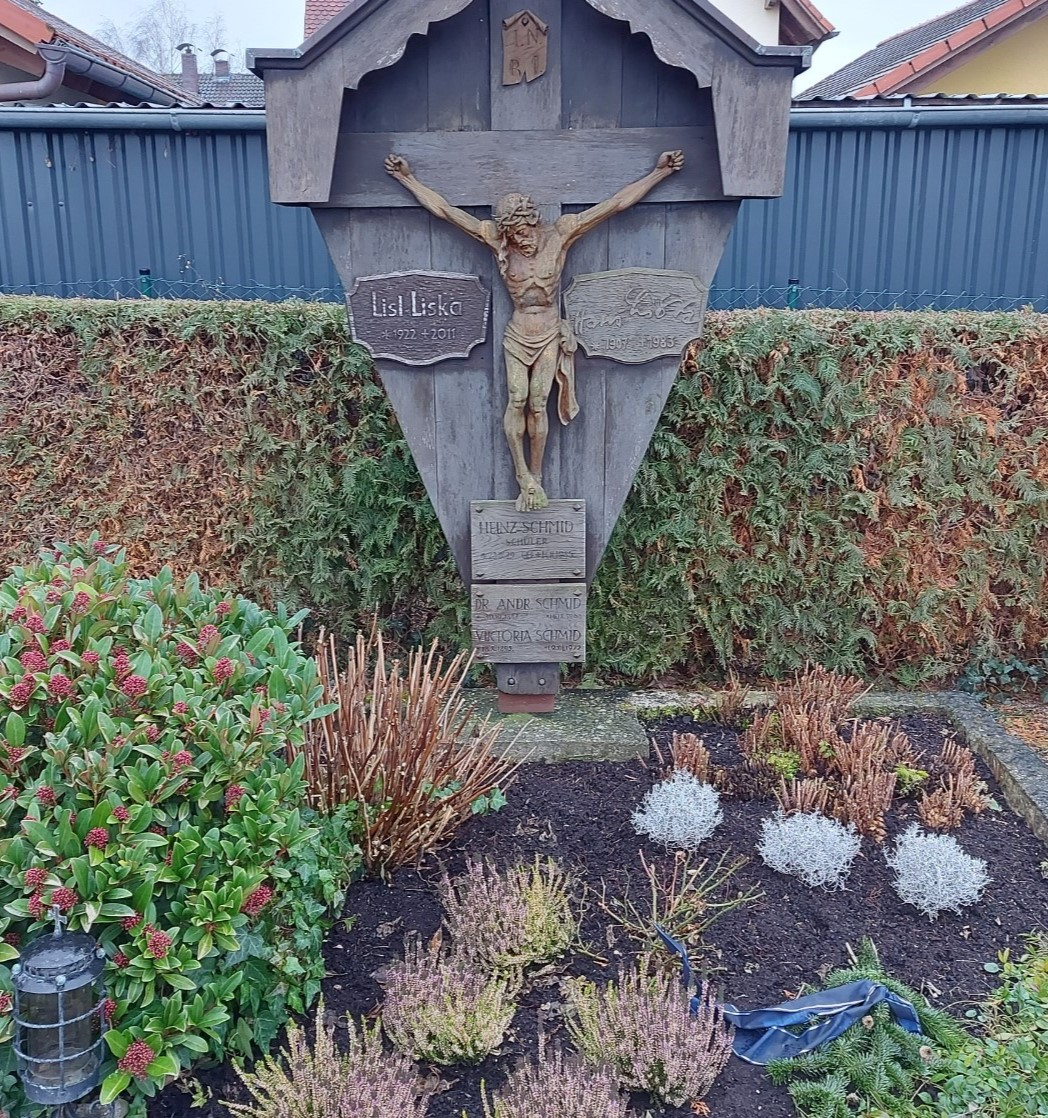
Grab von Hans Liska & seiner Frau in Scheßlitz

Liska besuchte die Handelsschule und arbeitete dann als Bürogehilfe. Ein Nebenverdienst als Klavierspieler ermöglichte es ihm, die Wiener Kunstgewerbeschule zu besuchen. Er war dort Schüler Berthold Löfflers (Freund Kokoschkas).
Er arbeitete zunächst als Werbegrafiker in St. Gallen in der Schweiz und besuchte anschließend die Münchner Kunstgewerbeschule bei Emil Preetorius und Walther Teutsch.
Vom Ullstein Verlag gefördert, besuchte er 1933 in Berlin die Kunsthochschule am Steinplatz als Schüler von Ferdinand Spiegel. Nach Ausbruch des Zweiten Weltkriegs wurde er 1939 als Soldat eingezogen und Bildberichterstatter einer Propagandakompanie und Sonderstaffel. Seine Zeichnungen von den verschiedenen Kriegsfronten erschienen in vielen Zeitungen, auch im neutralen Ausland. Zwei seiner Skizzen-Bücher aus den Jahren 1942 (Junkers) und 1944 (Hans Liska) sind heute gesuchte Raritäten. Seit 1933 bis nachweislich 1944 war er Pressezeichner für die Berliner Illustri(e)rte Zeitung, so beispielsweise für die Sonderhefte zu den Olympischen Spielen 1936, und das Propagandablatt Signal. Er fertigte auch eine Zeichnung des „größten Ateliers der Welt“, einer riesigen Halle, die in Baldham bei München nach einem Entwurf von Albert Speer für Josef Thorak errichtet worden war. Hier sollten die mächtigen Figurengruppen für das Märzfeld in Nürnberg entstehen. Das Gemälde zeigt wie nach dem lebenden Modell ein (beispielsweise einem Pferd) zunächst eine Tonform, dann ein vier Meter hohes Modell und schließlich ein kolossale Pferdestatue entsteht. Eine zweite Abbildung zeigt den Transport der fertigen Pferdefigur zu den Bahngleisen für die Verladung und den Abtransport zum Bestimmungsort.
Nach dem Kriegsende blieb Liska in Deutschland. 1945 wurde sein Skizzenbuch aus dem Kriege, das 1944 im Verlag Buhrbanck in Berlin erschienen war, sowie alle fremdsprachigen Ausgaben davon unter der Nummer 17549 auf die „Proskriptionsliste für Auszusondernde Literatur“ gesetzt.
1948 heiratete er in Scheßlitz nahe Bamberg Elisabeth, gen. Lisl geb. Schmid (* 1922). Aus der Ehe erwuchsen die beiden Töchter Angelika und Gabriele.
Liska setzte in Scheßlitz seine zeichnerische Begabung für die Zeitschriften Quick und Hörzu ein. Er arbeitete jahrelang für die Werbung insbesondere für die Automobilindustrie bei Daimler-Benz, aber auch für die Kölner Firmen Ford und Mülhens (4711). Andere Auftraggeber waren beispielsweise die Kaufhof-AG, Degussa, Märklin, Quelle, die Farbwerke Hoechst, das Lederer Bierkontor, die Sektkellerei Henkell oder die Rauchbierbrauerei Schlenkerla (Bamberg). Ab 1960 entstanden seine Städte- und Landschafts-Bücher mit den Skizzen aus Salzburg, Bamberg, Köln, Kulmbach und dem Frankenland.
Die Porzellanfirma Kaiser in Bad Staffelstein brachte um 1970 zahlreiche Krüge, Schalen und hauptsächlich Wandteller mit über 200 Liska-Motiven der Städte Königsberg, Danzig, Breslau, Berlin, München, Aachen, Bamberg usw. in den Handel.
Seine Vorliebe für Mozarts Opern schlug sich nieder in dem 1982 entstandenen Band mit Zeichnungen und Bildern, Zauber der Bühne. In einer Autobiografie im Bildband Malerisches Kulmbach (1985) bekannte sich Liska als Verehrer von Oskar Kokoschka, Pablo Picasso und Max Ernst.
Am 26. Dezember 1983 erlitt Hans Liska einen Herzinfarkt, dem er kurz darauf erlag. Bestattet wurde er auf dem Friedhof in Scheßlitz.

## Werke (Auswahl)
Zu seinen Werken zählen Magazine, Illustrierte, Bücher und auch Skizzenbücher mit seinen Zeichnungen. Von ihm stammen auch zahlreiche Illustrationen für Bucheinbände wie beispielsweise für das Verrat an der Ostfront von Friedrich Georg das 2012 erschien.
- 1936: Die Olympischen Spiele 1936 in Berlin und Garmisch-Partenkirchen. 2 Bände.[10]
- 1936: Hans Rudolf Berndorff: Der König von Kakikakai Eine abenteuerliche Geschichte aus d. Südsee. Ullstein, Berlin.
- 1942: Kriegs-Skizzenbuch (Luftwaffe). Auf Anregung der Junkers Flugzeug- und Motorenwerke A.G. Ein Nachdruck kam 1997 heraus.[11]
- 1944: Kriegs-Skizzenbuch. Erschien 1977 zum 70. Geburtstags Hans Liska als Nachdruck in limitierter Auflage.[12]
- 1946: Illustrationen und Titelbilder („HÖR ZU“).
- 1950: Titelseiten und Illustrationen (Kataloge von Märklin)
- 1951: Skizzenbuch Daimler-Benz. Daimler-Benz, Stuttgart-Untertürkheim (2 Versionen, Geschichte und Lobpreisung des Automobils).
- 1953: Rennsieg in Mexiko.
- 1953: Das Automobil und die Mode. Daimler-Benz, Stuttgart-Untertürkheim (2 Versionen).
- 1955: Den Herzen hinter dem Stern. Daimler-Benz, Stuttgart-Untertürkheim.
- 1956: Chronik der Mercedes-Benz Fahrzeuge und Motoren.
- 1956: Ritters Aus(sp)brüche.
- 1957: Der Unimog-Kalender.
- 1957: Fahren und Erleben. Texte von Hans Eberhard Friedrich, Daimler-Benz, Stuttgart-Untertürkheim.
- 1957: Germany – off the beaten track Texte von Hans Eberhard Friedrich, Verlag Mensch und Arbeit, München
- 1958: Lederfabrik Weinheim. (Firmenbuch).
- 1959: Im Strom unserer Zeit. Eine Auswahl von Ernst Heß, einmalige Jahresgabe der Kaufhof AG. Verlag Mensch und Arbeit, München.
- 1960: Salzburg. Bruckmann, München (2 Versionen).
- 1968: Fünf Jahrhunderte Geschichte der Lederer-Brauerei – 1468–1968. Lederer-Bräu AG, Nürnberg.
- 1968: Bilder aus Franken. Texte von Hans Max von Aufsess, Belser, Stuttgart (Privatdruck beauftragt von Gustav Schickedanz).
- 1969: Jubiläumskatalog „50 Jahre Classen-Papier KG“.
- 1970: Über 200 verschiedene Städtemotive (Porzellanfirma Kaiser).
- 1971: Heitere Impressionen.
- 1973: Köln am Rhein – Du wunderbare Stadt. Mit Texten von Theo Rausch, Lübbe, Bergisch Gladbach, ISBN 3-7857-0132-2.
- 1973 bis 1985: Bamberg – Gefällst mir doch von allen… ein Bilderbuch. In mehreren Auflagen, Selbstverlag des Bamberger Junioren-Kreises, ISBN 3-87052-360-3.
- 1977: Jakob Lehmann: Appell ans Humane – zum künstlerischen Werk und Schaffen von Hans Liska.
- 1978: 300 Jahre Schlenkerla. Bamberg.
- 1980: Franken – Fest der Sinne… ein Bilderbuch Texte von Jakob Lehmann, Titelgestaltung von A. H. Kettmann, Arge Liska Bücher, Bamberg (Sonderausgabe für den Rotary Club Bamberg), ISBN 3-87052-352-2.
- 1982: Jakob Lehmann: Zauber der Bühne. Arge Liska-Bücher, Bamberg, ISBN 3-87052-351-4.
- 1982: Hermann Irmler: 75 Jahre Hans Liska. Bamberg.
- 1985: Malerisches Kulmbach. Baumann, Kulmbach, ISBN 3-922091-12-1.
- 1993: Skizzenbuch: Lorbeer, Lächeln, Leidenschaften. Mercedes-Benz Museum Archiv Edition. Motorbuch Verlag, Stuttgart.
- 2004: Stillstand, Bewegung, bewegend… Mercedes-Benz Veteranen Club e.V. Deutschland, Dortmund.
- 2008: Jakob Lehmann: Appell ans Humane – Zu Leben und Werk Hans Liskas aus Anlass seines hundertsten Geburtstags (= CHW-Schriften. Heft 3). Schulze, Lichtenfels, ISBN 978-3-87735-198-7.
- 2008: Christof Vieweg: Hans Liska – Skizzen, Szenen, Situationen; mit Mercedes-Benz in aller Welt. Delius Klasing Verlag, Bielefeld, ISBN 978-3-7688-2464-4.
- 2008: Die Sternenmaler. Motorbuch Verlag, ISBN 978-3-613-02864-7.

## Ausstellungen (Auswahl)
- 1972: Hans Liska in der Galerie Glockengasse in Köln.[13]
- 1983: Hans Liska – Daimler-Benz 1950–1983; Auszug aus dem künstlerischen Schaffen Daimler-Benz Museum.[14]
- 5. Juni 2014: Ausstellung „Hans Liska erleben“ im Museo della Mille Miglia in Brescia (Italien).[15][16]

## Auszeichnungen
- 1977: Kulturpreis der oberfränkischen Wirtschaft (IHK für Oberfranken)[17]